# Wegweiser (Sollnitz)

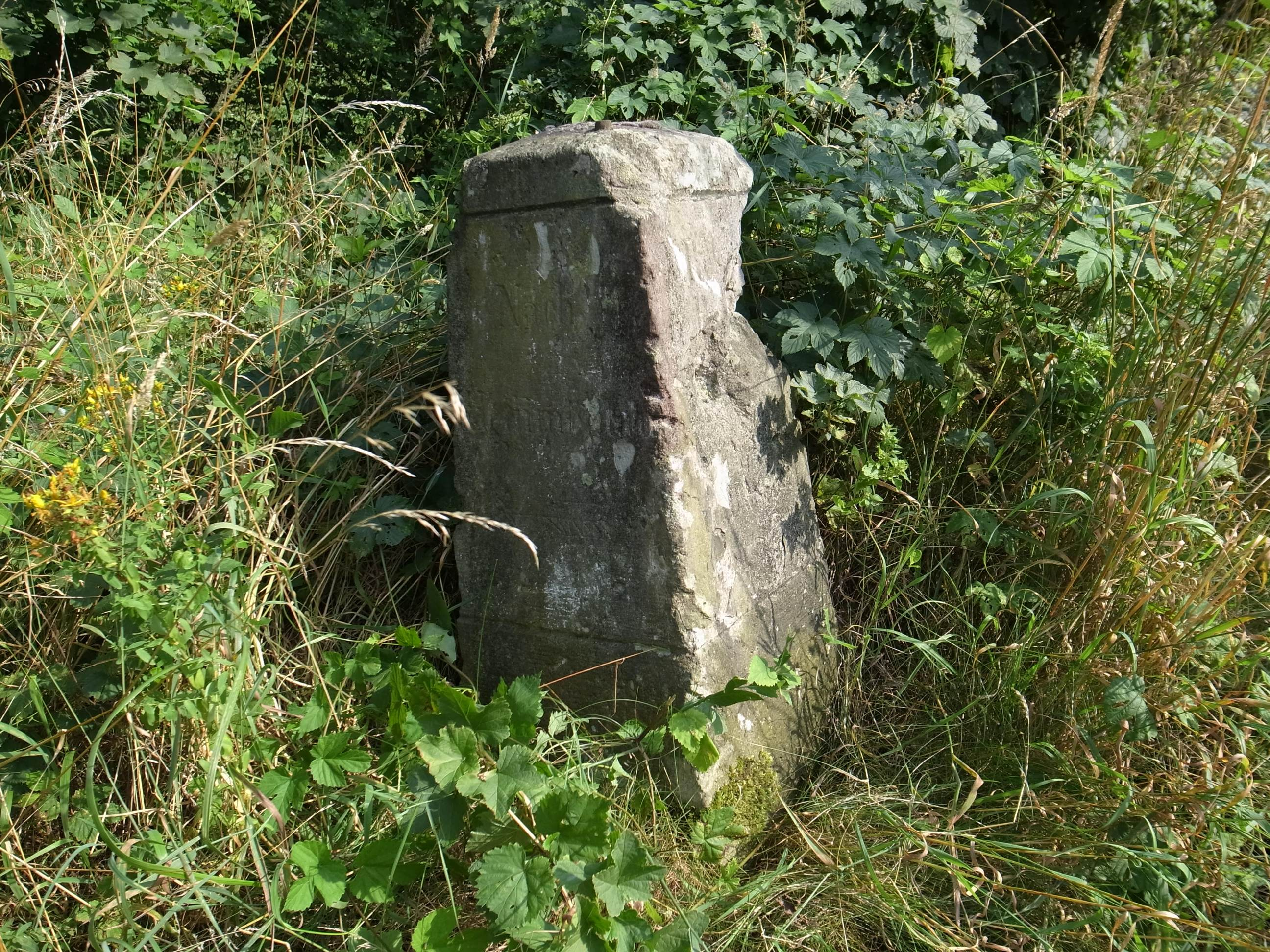
Wegweiser zwischen Sollnitz und Retzau

Der Wegweiserstein bei Sollnitz ist ein Kleindenkmal in der kreisfreien Stadt Dessau-Roßlau in Sachsen-Anhalt.
An der Landesstraße 135 zwischen Sollnitz und Retzau steht nicht nur ein anhaltischer Meilenstein, sondern auch ein historischer Wegweiserstein. Dieser wurde am Abzweig nach Möhlau (Landesstraße 136) errichtet und trägt daher die noch lesbar Angabe Nach Kleinmöhlau und darunter einen Richtungspfeil. Auch an den anderen von der Straße einsehbaren Seiten befinden sich Inschriften.
Sie wiesen vermutlich den Weg nach Sollnitz beziehungsweise Retzau. Jeder dieser drei Orte hat heute eine andere Stadt- und Kreis-Zugehörigkeit. Möhlau ist nach Gräfenhainichen (Landkreis Wittenberg) eingemeindet, Retzau nach Raguhn-Jeßnitz (Landkreis Anhalt-Bitterfeld) und Sollnitz nach Dessau-Roßlau. Historisch gehörten aber alle drei Orte zu Anhalt.
Ob sich an dem Wegweiserstein auch Entfernungsangaben befanden, ist nicht bekannt. Der Schriftspiegel wirkt aber nicht so, da die drei Zeilen gleichmäßig verteilt sind. An der Oberseite befindet sich ein Metallbolzen, eventuell Rest von Vermessungstätigkeiten. Der Stein steht unter Denkmalschutz und ist im Denkmalverzeichnis mit der Erfassungsnummer 094 41132 als Baudenkmal eingetragen.